# Rali da Nova Zelândia

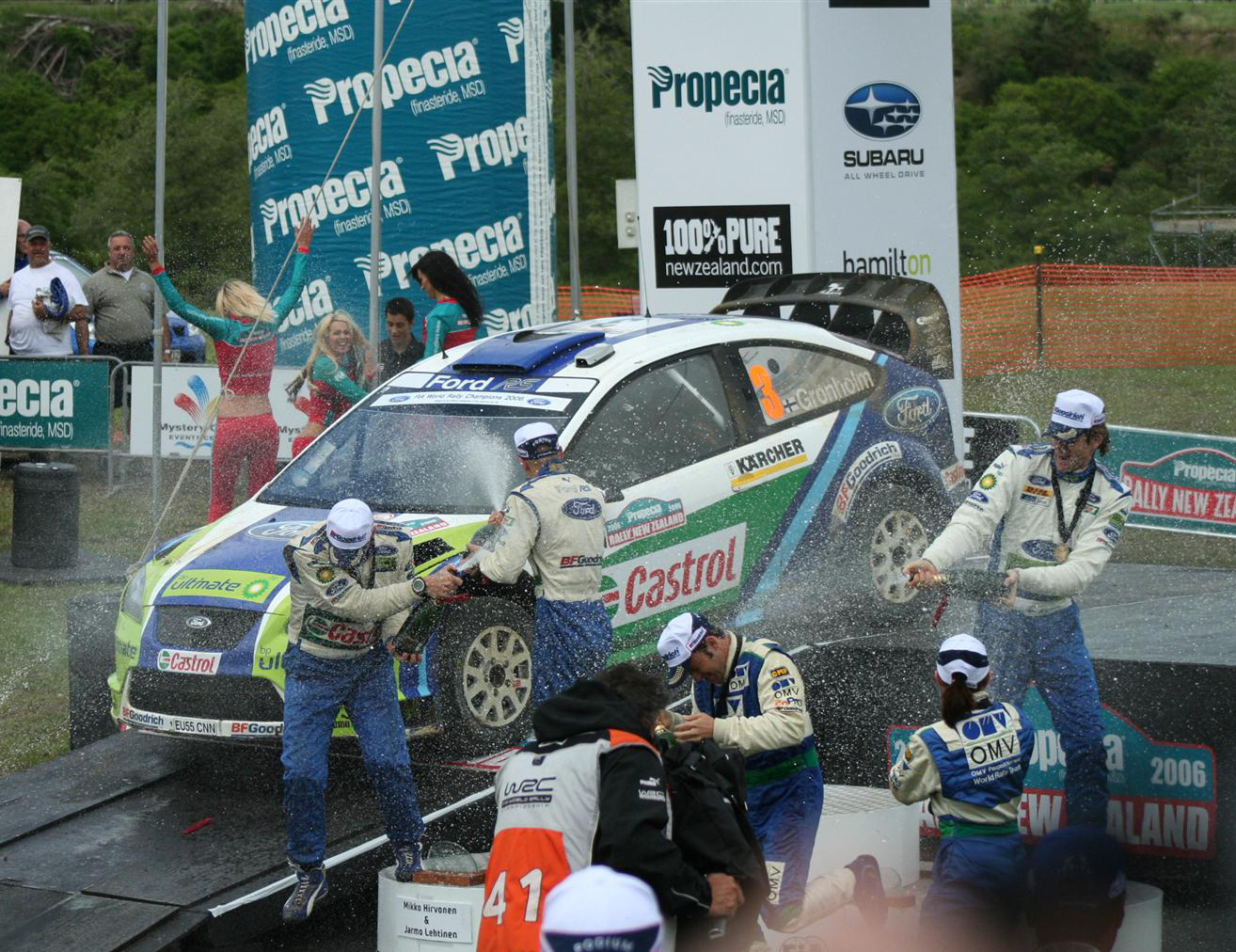
Marcus Grönholm a festejar a vitória em 2006.

Rali da Nova Zelândia (ou Rally New Zealand) é uma das etapas do Campeonato Mundial de Rali (WRC).
Conhecido oficialmente como Propecia Rally of New Zealand, é o rali WRC mais antigo a ter lugar no Hemisfério Sul. O rali teve a sua estreia em Taupo em 1969 e foi de seguida mudado para Canterbury, antes de se mudar para o norte da ilha em 1971.
O rali era incluído no Campeonato do Mundo de 1977. Auckland era a anfitriã da maioria dos eventos, contudo em 2006 tinha inicio em Hamilton, com o parque de assistência e a etapa especial a ter lugar em Mystery Creek Events Centre.
O rali é famoso pelas suas estradas de gravilha rápidas, que levam os pilotos pelas florestas e ao longo da impressionante zona de costa.
As equipas do WRC votaram o Propecia Rally New Zealand, Rali do Ano em 2001.

## Vencedores
| Ano         | Piloto             | Navegador               | Carro                           | Edição                          |
| ----------- | ------------------ | ----------------------- | ------------------------------- | ------------------------------- |
| 1969        | Grady Thompson     | Rick Rimmer             | Holden Monaro                   |                                 |
| 1970        | Paul Adams         | Don Fenwick             | BMW 2002                        |                                 |
| 1971        | Bruce Hodgson      | Mike Mitchell           | Ford Cortina–Lotus              |                                 |
| 1972        | Andrew Cowan       | Jim Scott               | BLMC Mini 1275 GT               |                                 |
| 1973        | Hannu Mikkola      | Jim Porter              | Ford Escort RS1600              |                                 |
| 1974        | Não realizado      | Não realizado           | Não realizado                   | Não realizado                   |
| 1975        | Mike Marshall      | Arthur McWatt           | Ford Escort RS1800              |                                 |
| 1976        | Andrew Cowan       | Jim Scott               | Hillman Avenger                 |                                 |
| 1977        | Fulvio Bacchelli   | Francesco Rossetti      | Fiat 131 Abarth                 |                                 |
| 1978        | Russell Brookes    | Chris Porter            | Ford Escort RS1800              |                                 |
| 1979        | Hannu Mikkola      | Arne Hertz              | Ford Escort RS1800              |                                 |
| 1980        | Timo Salonen       | Seppo Harjanne          | Datsun 160J                     |                                 |
| 1981        | Jim Donald         | Kevin Lancaster         | Ford Escort RS                  |                                 |
| 1982        | Björn Waldegård    | Hans Thorszelius        | Toyota Celica                   |                                 |
| 1983        | Walter Rohrl       | Christian Geistdörfer   | Lancia 037 Rally                |                                 |
| 1984        | Stig Blomqvist     | Bjorn Cederberg         | Audi Quattro                    |                                 |
| 1985        | Timo Salonen       | Seppo Harjanne          | Peugeot 205 T16 E2              |                                 |
| 1986        | Juha Kankkunen     | Juha Piironen           | Peugeot 205 T16 E2              |                                 |
| 1987        | Franz Wittman      | Jorg Pattermann         | Lancia Delta 4WD                |                                 |
| 1988        | Josef Haider       | Ferdinand Hinterleitner | Opel Kadett GSi 16V             |                                 |
| 1989        | Ingvar Carlsson    | Per Carlsson            | Mazda 323 4WD                   |                                 |
| 1990        | Carlos Sainz       | Luis Moya               | Toyota Celica GT-Four ST165     |                                 |
| 1991        | Carlos Sainz       | Luis Moya               | Toyota Celica GT-Four ST165     |                                 |
| 1992        | Carlos Sainz       | Luis Moya               | Toyota Celica Turbo 4WD         |                                 |
| 1993        | Colin McRae        | Derek Ringer            | Subaru Legacy RS                |                                 |
| 1994        | Colin McRae        | Derek Ringer            | Subaru Impreza 555              |                                 |
| 1995        | Colin McRae        | Derek Ringer            | Subaru Impreza 555              |                                 |
| 1996        | Richard Burns      | Robert Reid             | Mitsubishi Lancer Evolution III |                                 |
| 1997        | Kenneth Eriksson   | Staffan Parmander       | Subaru Impreza WRC 97           |                                 |
| 1998        | Carlos Sainz       | Luis Moya               | Toyota Corolla WRC              |                                 |
| 1999        | Tommi Makinen      | Risto Mannisenmäki      | Mitsubishi Lancer Evolution VI  |                                 |
| 2000        | Marcus Grönholm    | Timo Rautiainen         | Peugeot 206 WRC                 |                                 |
| 2001        | Richard Burns      | Robert Reid             | Subaru Impreza WRC 2001         | 31st Propecia Rally New Zealand |
| 2002        | Marcus Grönholm    | Timo Rautiainen         | Peugeot 206 WRC                 | 32nd Propecia Rally New Zealand |
| 2003        | Marcus Grönholm    | Timo Rautiainen         | Peugeot 206 WRC                 | 33rd Propecia Rally New Zealand |
| 2004        | Petter Solberg     | Phil Mills              | Subaru Impreza WRC 04           | 34.º Rali da Nova Zelândia      |
| 2005        | Sébastien Loeb     | Daniel Elena            | Citroën Xsara WRC               | 35th Propecia Rally New Zealand |
| 2006        | Marcus Grönholm    | Timo Rautiainen         | Ford Focus RS WRC 06            |                                 |
| 2007        | Marcus Grönholm    | Timo Rautiainen         | Ford Focus RS WRC 07            |                                 |
| 2008        | Sébastien Loeb     | Daniel Elena            | Citroën C4 WRC                  |                                 |
| 2009        | Não realizado      | Não realizado           | Não realizado                   | Não realizado                   |
| 2010        | Jari-Matti Latvala | Miikka Anttila          | Ford Focus RS WRC 09            |                                 |
| 2011        | Hayden Paddon      | John Kennard            | Subaru Impreza WRX              |                                 |
| 2012        | Sébastien Loeb     | Daniel Elena            | Citroën DS3 WRC                 |                                 |
| 2013 – 2016 | Não realizado      | Não realizado           | Não realizado                   | Não realizado                   |
| 2017        | Hayden Paddon      | John Kennard            | Hyundai i20 AP4                 |                                 |
| 2018        | Hayden Paddon      | Malcolm Read            | Hyundai i20 AP4                 |                                 |
| 2022        | Kalle Rovanperä    | Jonne Halttunen         | Toyota GR Yaris Rally1          |                                 |

O fundo vermelho assinala quando o Rali da Nova Zelândia não fez parte do Campeonato do Mundo

## Lista de Vencedores
| Nº Vit. | Piloto          | Vitórias                     |
| ------- | --------------- | ---------------------------- |
| 5       | Marcus Grönholm | 2000, 2002, 2003, 2006, 2007 |
| 4       | Carlos Sainz    | 1990, 1991, 1992, 1998       |
| 3       | Sébastien Loeb  | 2005, 2008, 2012             |
| 3       | Colin McRae     | 1993, 1994, 1995             |
| 3       | Hayden Paddon   | 2011, 2017, 2018             |
| 2       | Andrew Cowan    | 1972, 1976                   |
| 2       | Hannu Mikkola   | 1973, 1979                   |
| 2       | Timo Salonen    | 1980, 1985                   |
| 2       | Richard Burns   | 1996, 2001                   |